# Audi Front
De Audi Front Type UW is een personenauto uit de hogere middenklasse die van 1933 tot 1934 geproduceerd werd door het Duitse automerk Audi, als dochteronderneming van Auto-Union. De wagen werd in 1935 opgevolgd door de Audi 225.
De wagen werd in 1933 op de Internationale Automobilausstellung in Berlijn voorgesteld als de eerste Duitse zescilinder met voorwielaandrijving. Als opvolger van de Type T kreeg de wagen typecode "U", terwijl de "W" stond voor de tweelitermotor die afkomstig was uit de Wanderer W 22. De wagen was verkrijgbaar als vierdeurs sedan of tweedeurs cabriolet en beschikte over een onafhankelijke wielophanging met bladveren. 
De 2,0L zes-in-lijnmotor, die door Ferdinand Porsche in 1931 ontworpen was voor de Wanderer W 22, ontwikkelde 40 pk, goed voor een topsnelheid van 100 km/u. Het motorvermogen werd overgebracht op de voorwielen via een niet-gesynchroniseerde manuele vierversnellingsbak met versnellingspook aan het dashboard. Deze versnellingsbak bevond zich voor de motor.
Een jaar na de start van de serieproductie werd de assemblage van de Audi Front Type UW in Zwickau verplaatst naar de naburige Horch-fabriek om plaats te maken in de Audi-fabriek voor de toenemende productie van de DKW Frontwagen. Om capaciteitsredenen werden de limousinecarrosserieën sowieso door Horch geproduceerd. De cabriolets werden door Gläser in Dresden gebouwd op basis van het uit Zwickau geleverde chassis.